# BMW R69S

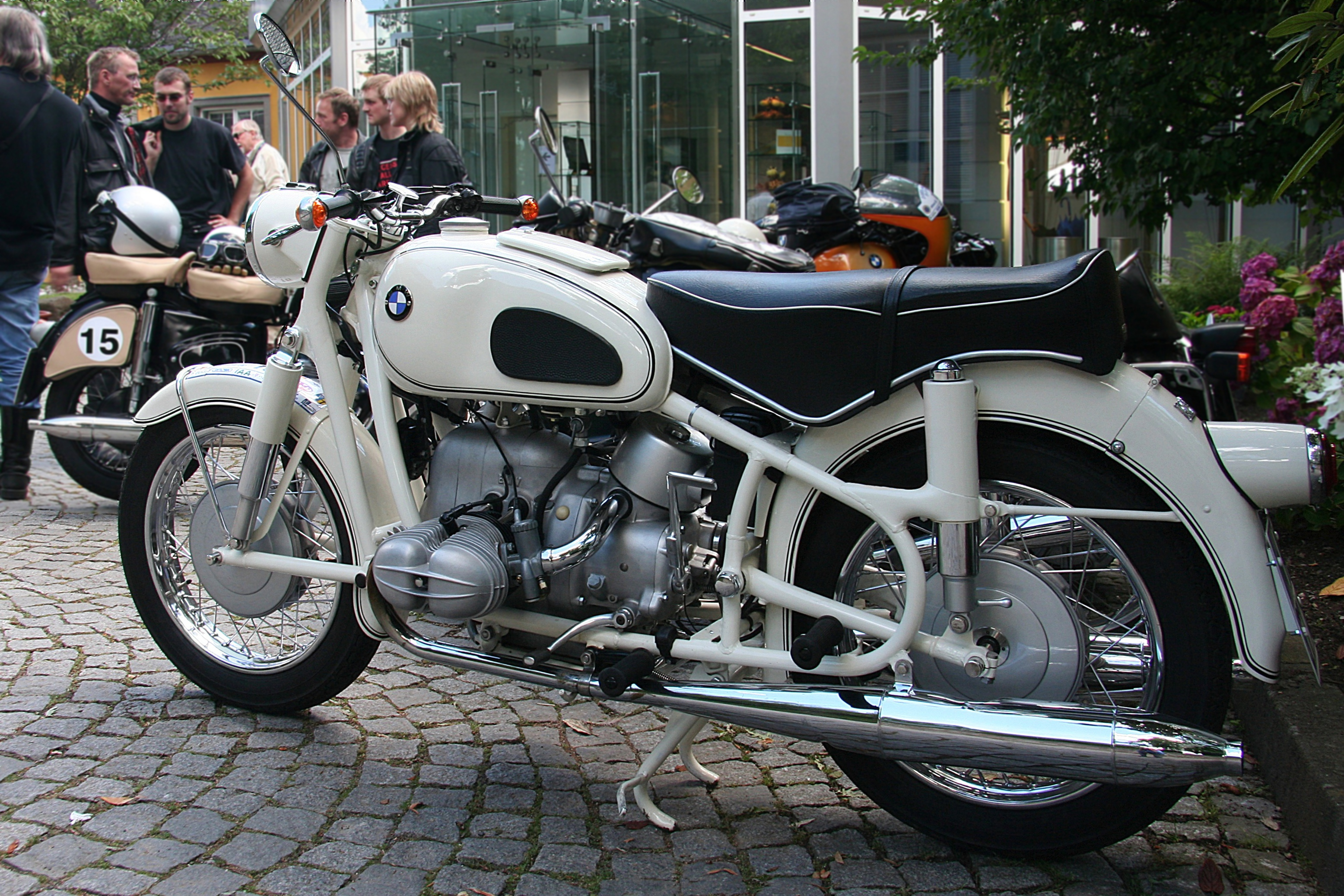
R 69 S uit 1966

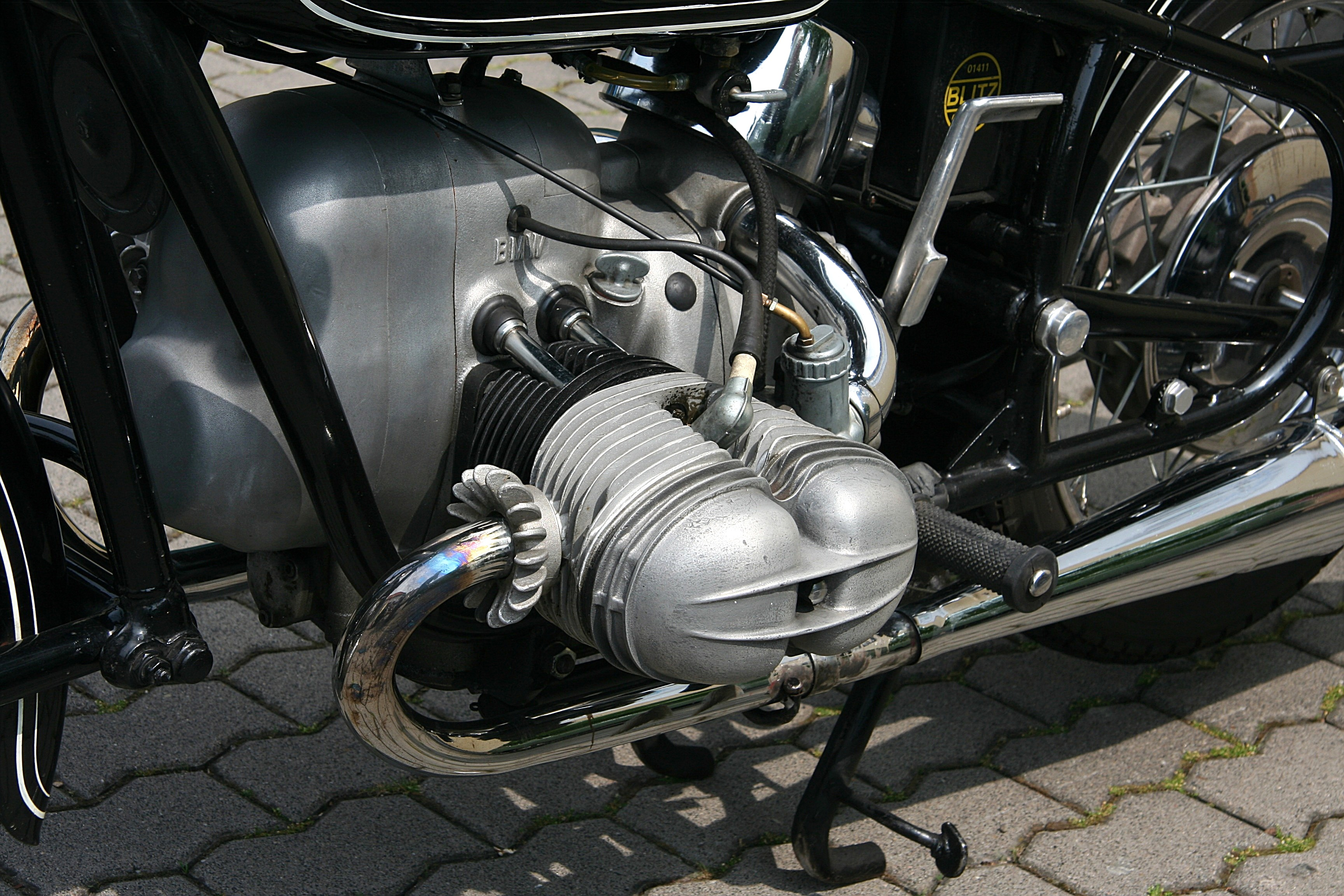
De bult op de voorkant van het carter in verband met de toegepaste trillingsdemper

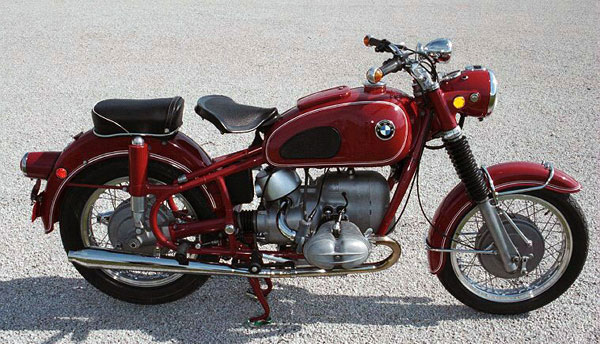
De R 69 US kreeg een telescoopvork

De BMW R 69 S is een motorfiets van het merk BMW.

## Voorgeschiedenis
De R 69 was in 1955 geïntroduceerd als opvolger van de R 68. De R 69 maakte deel uit van een hele serie nieuwe modellen: het 250cc-toermodel R 26, het 500cc toermodel R 50, het 600cc-toermodel R 60 en het 600cc-sportmodel 69. Deze hele serie bestond uit "Vollschwingen BMW's", waardoor de rij-eigenschappen aanmerkelijk beter waren dan die van hun voorgangers. De R 68 had immers pijnlijk duidelijk gemaakt dat de oude rijwielgedeelten het vermogen van bijvoorbeeld de R 68 niet meer aan konden. De R 69 had een swingarm-achtervering gekregen met twee geheel ingekapselde veer/dempingselementen, waarvan de voorspanning instelbaar was. Het achterframe maakte nog dezelfde "lus" naar beneden die ook de plunjergeveerde modellen hadden, waardoor dit nieuwe systeem op het eerste gezicht niet eens opviel. De Earles schommelvoorvork (met dezelfde veer/demperelementen) was des te opvallender. Schommelvorken waren eigenlijk al uitgestorven, en BMW was een van de eerste merken geweest die telescoopvorken toepasten. Engelse merken waren er bijvoorbeeld later mee gekomen, maar hadden wellicht daardoor meer moderne voorvorken ontwikkeld, zoals de Teledraulic en later de Roadholder fork. In elk geval was de stap die BMW in 1955 had gezet een technische verbetering, maar het uiterlijk van de BMW's ging er nog steeds niet op vooruit. Ook de nog steeds toegepaste zweefzadels droegen bij aan het ouderwetse uiterlijk van de machines. Een Triumph T 110 Tiger uit dezelfde periode was een uitermate sportief ogende motorfiets. De R 50 had nog steeds een gelast buisframe (dubbel wiegframe) met zijspankoppelingen. Er waren volle naaf trommelremmen voor en achter waarbij de voorrem sterk verbeterd was ten opzichte van de R68 omdat de beide remvoeringen met een eigen remsleutel werden geactiveerd (duplexrem). Deze verbetering gold overigens ook de beide andere tweecilindermodellen uit deze serie: de R50 en R60 . Motorblok en versnellingsbak waren van gegoten aluminium met gietijzeren cilinders en aluminium cilinderkoppen. De nokkenas lag boven de krukas en werd met tandwielen aangedreven. De stoterstangen lagen in verchroomde buisjes boven de cilinders. Motor en versnellingsbak zaten niet meer met steekassen in het frame, maar waren geschroefd, waarbij alleen de bovenste motorbevestiging van rubber schijven voorzien was. De extra handversnellingspook, die op de versnellingsbak van de voorgaande modellen zat, was bij de komst van deze serie motorfietsen voorgoed verdwenen. Het vermogen was ten opzichte van de R 68 flink gestegen van 35 naar 42 pk. De cardanas lag voor het eerst niet meer in de buitenlucht, maar in een cardantunnel waarin een oliebad zat. In de loop der tijd werden ook elektrische richtingaanwijzers (de "Koeienogen") en een duozadel leverbaar. De BMW R 69 was een sportmotor met als toeristische tegenhanger de R 60. De opvolger van de R 69 was de R 69 S uit 1960. Deze kreeg ook een toeristische "broer", de R 60/2.

## R 69 S en R 69 US
Ook de in 1960 geïntroduceerde R 69 S hoorde weer bij een serie motorfietsen, die bestond uit de 250cc-R 27, de 500cc-toermotor R 50/2, de 500cc-sportmotor R 50 S, de 600cc-toermotor R 60/2 en de 600cc-sportmotor R 69 S. Ten opzichte van de serie uit 1955 waren er aanvankelijk weinig technische verschillen. Wel werden nu de richtingaanwijzers uiteraard meteen leverbaar, en werden de frames licht verstevigd. Maar door de hogere krukas toerentallen in samenhang met de gebruikte kogellagers ontstonden regelmatig ernstige problemen, zoals afgerukte cilinders na een breuk van de krukas. Daarom werd de krukas van de R 69 S (mogelijk als wereldprimeur) uitgerust met een torsietrillingsdemper. Dat is te zien aan de “bult” op de voorzijde van het carter. De S modellen waren herkenbaar aan iets bredere kleppendeksels met slechts twee koelribben. Gedurende de productieperiode kwamen er wel klachten van klanten over het stuurgedrag van de machines. Men kon inmiddels immers ook een Japanse machine kopen. De Honda CB 450 "Black Bomber" leverde bijvoorbeeld al 43 pk en stuurde stukken makkelijker dan de zware schommelvoorvorken van de BMW's. Daarom bracht men rond 1968 in elk geval voor de Amerikaanse markt een aantal modellen met een geheel nieuwe telescoopvork uit. Deze "Amerikanen" werden ook af fabriek met een duozadel geleverd. Dat gold voor de R 50/2, die als R 50 US werd geleverd, en de R 69 S, die R 69 US ging heten. Omdat BMW kennelijk de telescoopvork niet geschikt achtte voor zijspangebruik, waren de zijspankoppelingen aan het frame vervallen. De R 69 S kreeg geen directe opvolger. Toen de serie in 1969 uit productie werd genomen, volgde de /5 serie, bestaande uit drie toermodellen: R 50/5, R 60/5 en R 75/5. De eerstvolgende sportmotor zou de R 90 S uit 1973 worden.

### Technische gegevens
|                                | BMW R 69 S                             | R 69 US                                |                                        |
| ------------------------------ | -------------------------------------- | -------------------------------------- | -------------------------------------- |
| Periode                        | 1960-1969                              | 1968-1969                              |                                        |
| Categorie                      | sportmotor                             | sportmotor                             | sportmotor                             |
| Motortype                      | kopklepmotor                           | kopklepmotor                           | kopklepmotor                           |
| Bouwwijze                      | langsgeplaatste tweecilinderboxermotor | langsgeplaatste tweecilinderboxermotor | langsgeplaatste tweecilinderboxermotor |
| boring                         | 72 mm                                  | 72 mm                                  | 72 mm                                  |
| slag                           | 73 mm                                  | 73 mm                                  | 73 mm                                  |
| Cilinderinhoud                 | 594 cc                                 | 594 cc                                 | 594 cc                                 |
| Max. Vermogen                  | 31 kW/42 pk                            | 31 kW/42 pk                            | 31 kW/42 pk                            |
| Topsnelheid                    | 175 km/h                               | 175 km/h                               | 175 km/h                               |
| Aandrijving                    | cardanas                               | cardanas                               | cardanas                               |
| Rijwielgedeelte                | dubbel wiegframe, buisframe            | dubbel wiegframe, buisframe            | dubbel wiegframe, buisframe            |
| Voorvork                       | schommelvoorvork                       | telescoopvork                          |                                        |
| Leeg gewicht                   | ca. 198 kg                             | ca. 198 kg                             | ca. 198 kg                             |
| Max. totaalgewicht             | 360 kg                                 | 360 kg                                 | 360 kg                                 |
| Max. totaalgewicht met zijspan | 600 kg                                 | 600 kg                                 | 600 kg                                 |
| Voorganger                     | R 69                                   | R 69                                   | R 69                                   |
| Opvolger                       | geen                                   | geen                                   | geen                                   |